# Xã Compromise, Quận Champaign, Illinois
Xã Compromise (tiếng Anh: Compromise Township) là một xã thuộc quận Champaign, tiểu bang Illinois, Hoa Kỳ. Năm 2010, dân số của xã này là 1.463 người.